# جهالا نات خانال
جهالا نات خانال (نپالی: झलनाथ खनाल؛ زادهٔ ۲۰ مهٔ ۱۹۵۰) یک سیاست‌مدار اهل نپال است.وی از فوریه تا اوت ۲۰۱۱ نخست‌وزیر این کشور بود.